# Acinonyx jubatus
Il ghepardo (Acinonyx jubatus [Schreber, 1775]) è un mammifero carnivoro appartenente alla famiglia dei felidi. È l'unica specie vivente del genere Acinonyx.

## Etimologia
Il nome deriva dalla contrazione di gattopardo, a sua volta composto da gatto e leopardo.

## Caratteristiche principali
Un tempo diffuso in gran parte dell'Africa e dell'Asia, questo animale vive in popolazioni poco numerose e frammentate, spesso minacciate dalla pressione demografica della popolazione circostante.
Pur essendo chiaramente un felide, come gatti e leoni, il ghepardo presenta numerosi tratti morfologici e comportamentali peculiari che lo rendono uno dei membri più specializzati della famiglia. Queste specializzazioni portarono gli studiosi a classificarlo in una sottofamiglia a sé stante, quella degli Acinonychinae, ma tale collocazione fu oggetto di dibattito, in quanto messa in discussione da indagini a livello molecolare, che a loro volta hanno portato a classificare la sottofamiglia Acinonychinae come sinonimo della sottofamiglia Felinae, facendovi rientrare direttamente anche il ghepardo.
Alcuni tratti rendono i ghepardi simili ai canidi, in particolare le lunghe zampe, con estremità strette e cilindriche e unghie solo parzialmente retrattili, diversamente da quelle brevi, compatte e munite di artigli retrattili e affilati della maggior parte degli altri felidi. Zampe del genere sono adatte a uno stile di caccia basato sull'inseguimento di prede veloci e leggere, piuttosto che alla loro sopraffazione fisica. Anche il comportamento parzialmente sociale che possono mostrare soprattutto i maschi si discosta dalle abitudini solitarie della maggior parte delle specie di felidi.
È inoltre uno tra i pochi grandi felini in grado di fare le fusa (assieme a lince, ocelotto e puma) per via delle sue corde vocali rigide come quelle dei gatti domestici.
La presenza di unghie non retrattili è all'origine del nome scientifico del genere: Acinonyx, infatti, deriva dalla combinazione delle parole greche antiche ἀκίνητος (akínētos), dal significato di "immobile", e ὄνυξ (ónyx), "artiglio". Il nome scientifico della specie, jubatus, deriva invece dal latino e significa "portatore di criniera", in riferimento al pelo che si presenta più lungo e folto a livello del collo e del dorso: questa caratteristica è particolarmente evidente nei cuccioli e negli esemplari giovani.
Il nome comune ghepardo è entrato nella lingua italiana soltanto nel 1874; deriva dall'italianizzazione del termine francese guépard, il quale a sua volta sembra essere una storpiatura della parola italiana gattopardo, usata come termine generico per descrivere non scientificamente piccoli felini maculati, in particolare il serval. Il suffisso -pardo deriva dal latino pardus, mutuato dal greco πάρδος (párdos), variante di πάρδαλις (párdalis), imparentato con il sogdiano pwrδnk, che indica in modo generico un felino maculato di dimensioni medio-grandi. Un tempo vocabolo a sé stante (basti pensare al "pardo" che per Petrarca simboleggia eccezionale velocità), attualmente è considerato desueto, ma sopravvive nei nomi di alcune specie di felini (gattopardo, leopardo e, per l'appunto, ghepardo). Il termine francese è alla base del nome del ghepardo in un po' tutte le lingue europee, con l'eccezione dell'inglese, in cui è detto cheetah, termine derivato dal sanscrito citrakāyaḥ ("corpo maculato") attraverso l'hindi चीता (cītā, dal medesimo significato); il termine inglese è poi passato allo spagnolo e portoghese chita, dove coesiste con guepardo.
Questo animale è noto per la sua velocità, che però è in grado di mantenere solo per brevi distanze. Sino agli anni 2000, sulla base di misurazioni degli anni 1950, si credeva che la velocità oscillasse tra i 110 e i 120 km/h. Misurazioni del 2013, effettuate con tecnologia più sofisticata che adopera collari satellitari con uno scarto di mezzo metro, hanno registrato su oltre 370 ghepardi selvatici presi in esame che la velocità massima raggiunta è di 93 km/h, mettendo pertanto in dubbio il record di 115,2 km/h, cronometrato con tecnologie del 1959. La velocità è simile a quella di alcune delle sue prede, come lo springbok, che si attesta sui 88 km/h.
Un tempo diffuso in un areale vastissimo che ricopriva gran parte del continente africano e buona parte di quello asiatico, il ghepardo ha subito una drastica riduzione numerica nel corso del XIX secolo, accompagnata (e per certi versi favorita) da una riduzione del suo spazio vitale a causa della caccia e della distruzione dell'habitat. Oggi sopravvive solo in aree protette o poco antropizzate; se a ciò si aggiungono la naturale rarità di questi animali e i problemi riproduttivi legati alla scarsa variabilità genetica, il futuro della specie si prospetta abbastanza incerto.

## Descrizione

### Dimensioni
Un ghepardo ha una corporatura esile; misura in media 120–150 cm di lunghezza, cui si aggiungono 70–80 cm di coda, e la lunghezza totale può arrivare fino ai 2,5 m. L'altezza al garrese è di 70–90 cm. Nonostante la grossa taglia, il peso è contenuto: supera molto di rado i 60 kg.
A parità di età, i maschi tendono a raggiungere dimensioni leggermente maggiori rispetto alle femmine.

### Aspetto

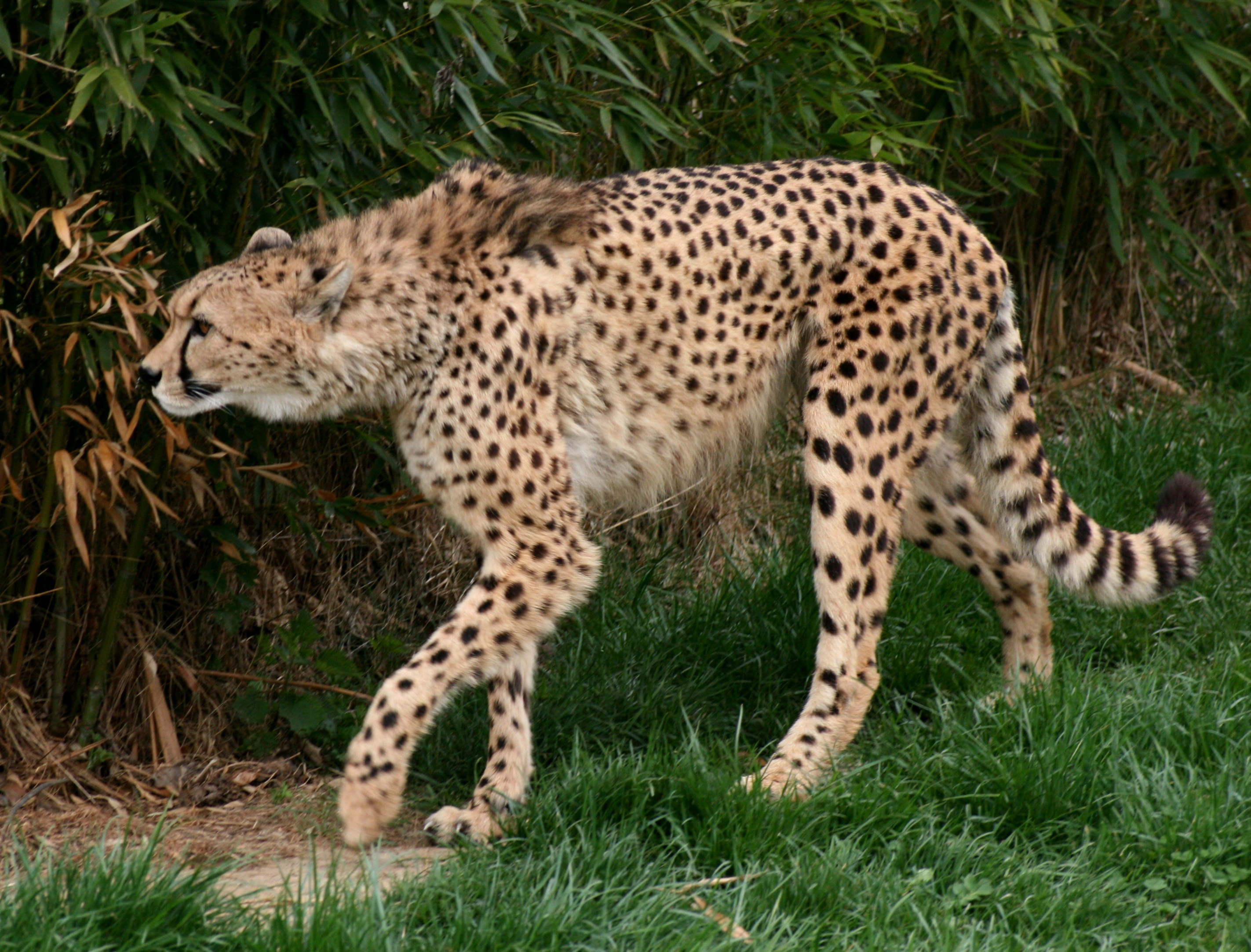
Un ghepardo lascia ben notare il profilo slanciato e la testa relativamente piccola.

Il cranio è piccolo per non appesantire il corpo, al quale è collegato da un collo abbastanza lungo: esso presenta un caratteristico profilo arcuato e sviluppato al di sopra degli occhi, con mandibola corta, denti piccoli (rispetto alle altre specie feline) e muscolatura masticatoria debole. Si pensa che lo scarso sviluppo della dentatura sia dovuto all'impossibilità per l'animale di sviluppare radici profonde per i denti, in quanto la maggior parte dello spazio a disposizione nel cranio è occupato dalle vie aeree nasali, necessarie per una respirazione ottimale e nelle quali sporgono le radici dei canini. Gli occhi sono posti in posizione frontale e presentano pupilla circolare (particolare questo osservabile anche in altre specie, come ad esempio il puma); le orecchie, poste lateralmente al cranio e piuttosto in alto rispetto alla testa, sono arrotondate.
Il corpo del ghepardo ha una conformazione leggera e slanciata: le zampe sono lunghe e sottili, per ottenere una falcata molto ampia. Ogni zampa termina con quattro dita, ciascuna delle quali presenta un artiglio solo parzialmente retrattile, in quanto è assente la guaina protettiva di pelle e pelo tipica degli altri felidi: questo adattamento conferisce una presa più salda del terreno durante la corsa, come osservabile anche nei canidi corridori. Oltre al ghepardo, gli unici altri felini ad avere artigli non completamente retrattili sono il gatto pescatore, il gatto dalla testa piatta e il gatto di Iriomiote: in queste tre specie è stata la necessità di usare gli artigli come arpioni per le prede, e non di essere veloci, ad averne determinato la permanente estroflessione. Sulle zampe anteriori, a livello del metacarpo, è presente uno sperone appuntito e solo debolmente ricurvo, residuo del pollice unghiuto ben sviluppato negli altri felini: la perdita o lo scarso sviluppo dello sperone sono caratteristici anche di altri predatori che cacciano per inseguimento, come il licaone o la iena maculata. La superficie inferiore delle zampe e i polpastrelli sono nudi, ellissoidali piuttosto che arrotondati e assai ruvidi e coriacei, per una migliore aderenza sulle superfici, utile durante la corsa.
La colonna vertebrale è estremamente flessibile; le vertebre toraciche presentano processi spinosi dorsali che sostengono una muscolatura possente. Il torace è molto ampio per far spazio ai grandi polmoni. Anche il fegato, il cuore e le ghiandole surrenali sono molto sviluppati, per una risposta migliore e più veloce agli stimoli. La lunga coda funge da timone e da bilanciere durante i movimenti.
Il pelo è corto e ispido, di lunghezza uniforme, eccezion fatta per la parte superiore del collo, dove è leggermente più lungo e morbido rispetto al resto del corpo. Il mantello ha una colorazione di base che va dal fulvo al grigio-biancastro, con tendenza a schiarirsi fino a divenire spesso bianco nella zona ventrale e sul muso. Le popolazioni diffuse in aree desertiche tendono ad avere colorazione del manto più chiara, per un migliore camuffaggio.

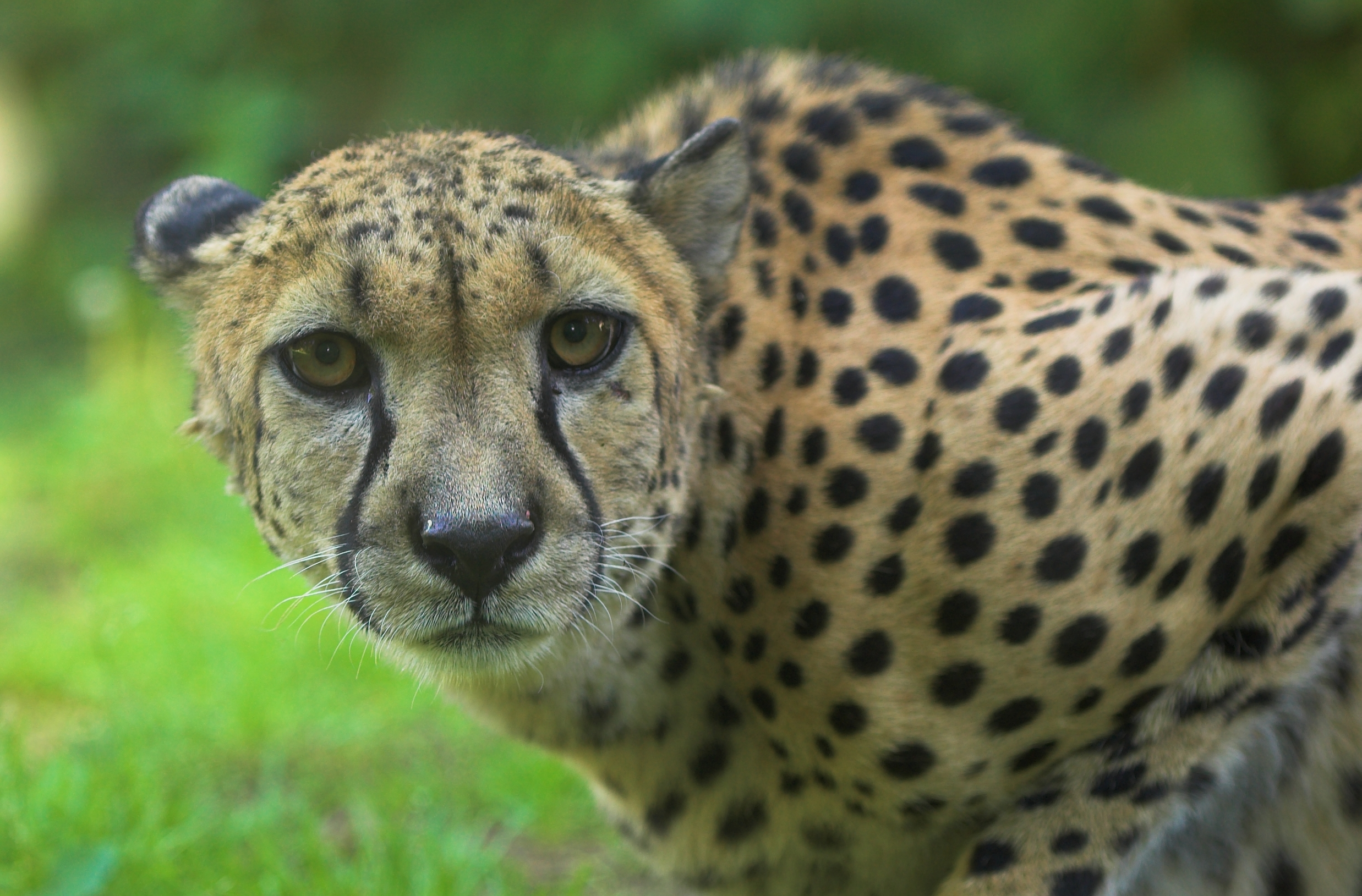
Testa di ghepardo: notare gli occhi frontali e le caratteristiche bande nere ai lati del muso.

Su tutto il corpo è presente una maculatura uniforme: le macchie sono circolari e di colore nero, senza rosette (come osservabile in altre specie, ad esempio nel giaguaro o nell'ocelot) e del diametro di 2 cm circa. Lungo i fianchi vi sono numerose macchie di diametro minore.
Solo le aree chiare di muso, fronte, gola e basso ventre sono prive di maculatura. Anche il terzo distale della coda non è maculato; presenta invece 4-6 anelli neri prima della punta, che è di colore bianco. Questi anelli sono caratteristici di ogni individuo e aiutano a identificare i vari esemplari. Le orecchie sono nere sulla superficie esterna e biancastre all'interno (un tratto questo comune a buona parte dei felidi), gli occhi sono di colore arancio, le parti nude (naso, labbra, polpastrelli) sono di colore carnicino-nerastro.
Caratteristica peculiare dei ghepardi è una banda nera che parte dal margine interno di ciascun occhio e costeggia i lati del muso fino a giungere ai lati della bocca. Tale banda, somigliante al percorso di una lacrima lungo il muso, ha la probabile funzione di assorbire i raggi solari e ridurre al minimo il riverbero.

### Ghepardo reale

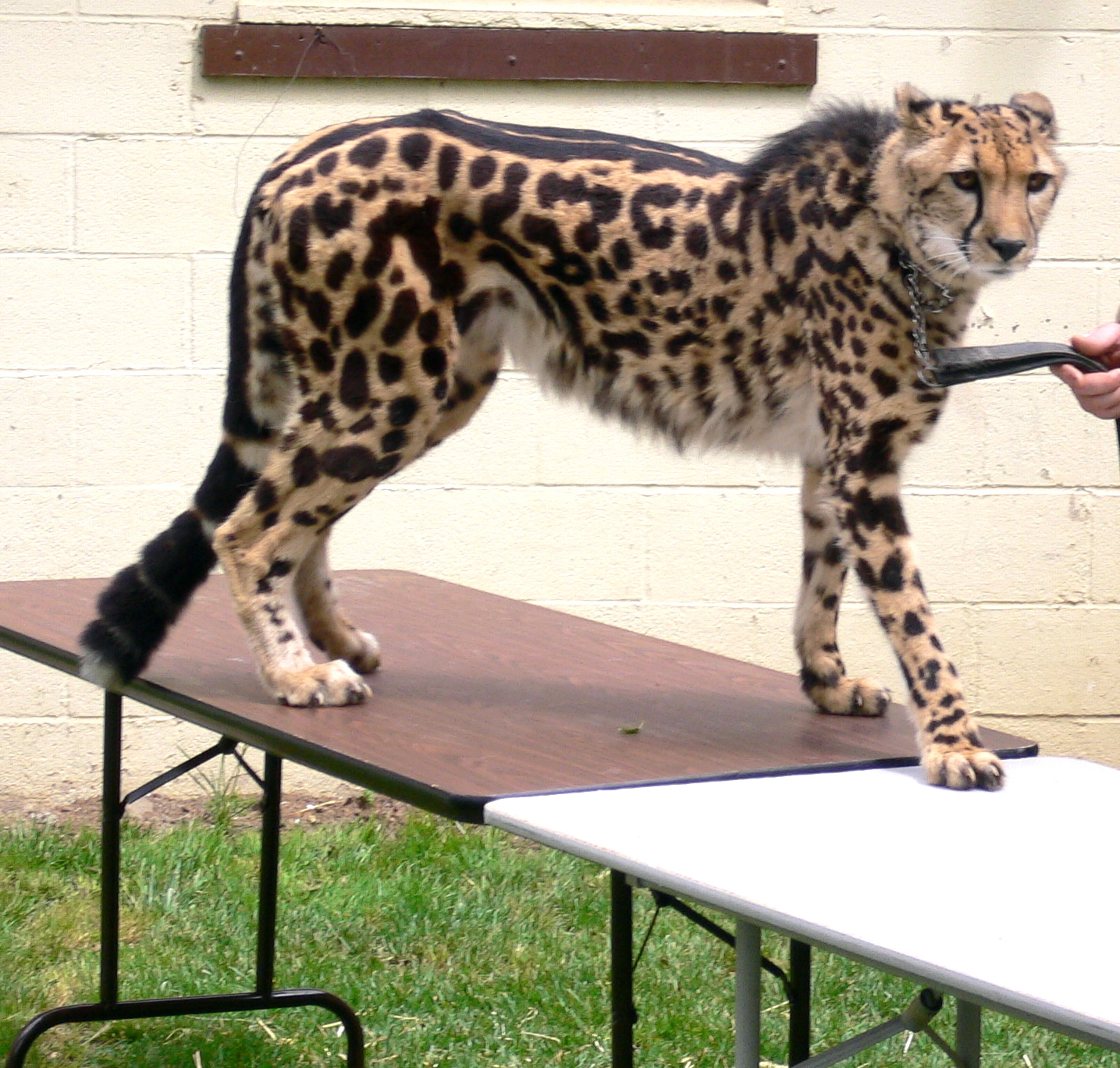
Un ghepardo reale in cattività.

Di tanto in tanto possono essere osservati degli esemplari con colorazione particolare del manto, formata da striature longitudinali e maculature irregolari (dette nebule) anziché da una maculatura uniforme: tali esemplari, denominati "ghepardi reali" o "della Rhodesia", venivano un tempo classificati in una sottospecie (o addirittura in una specie) a sé stante. Tuttavia, nel 1981, accoppiando due sorelle dalla maculatura tipica con un maschio proveniente dal Transvaal e anch'esso maculato, la progenie osservata annoverava, assieme a cuccioli dalla normale colorazione maculata, anche alcuni cuccioli "reali": ciò rese chiaro agli studiosi che i ghepardi reali sono in realtà esemplari comuni di ghepardo in cui si manifesta una mutazione nella colorazione, dovuta all'espressione di un allele recessivo. La nascita di ghepardi "reali" pare in aumento negli ultimi anni, anche nelle popolazioni selvatiche di questo animale: tale trend positivo è visto con curiosità dagli scienziati, in quanto indice di crescente variazione genetica.
Oltre a questa mutazione, relativamente comune, in passato sono stati osservati, sebbene con estrema rarità, esemplari di ghepardo con colorazioni particolari di tipo diverso: la maggior parte di questi mutanti è stata descritta in India, dove erano particolarmente numerosi i ghepardi catturati per essere tenuti in cattività. Ad esempio, nel 1608 l'imperatore indiano Jahangir parla di un ghepardo bianco con macchie bluastre, probabilmente affetto dalla medesima mutazione recessiva che dà come risultato i leoni bianchi piuttosto che da albinismo vero e proprio; altri ghepardi biancastri o grigio-bluastri sono stati descritti anche da esploratori europei in viaggio nel subcontinente. Nel 1921 venne abbattuto in Tanzania un ghepardo del colore convenzionale, ma quasi del tutto privo di macchie, a eccezione di una rada maculatura su collo e dorso; nel 1925, invece, venne avvistato in Kenya un ghepardo completamente nero, probabilmente affetto da melanismo. Si hanno inoltre notizie di ghepardi dalla maculatura bruna o rossiccia anziché nera (possibile eritrismo).

## Biologia

### Comportamento
Fatto molto insolito per dei felidi e per dei carnivori in generale, i ghepardi sono animali principalmente diurni: sebbene evitino di muoversi durante le ore più calde della giornata, essi sono attivi principalmente alle prime ore del mattino o nel tardo pomeriggio, quando il sole è ancora alto nel cielo. Se al tramonto si trovano ancora in aperta savana, i ghepardi cominciano a dare segni di nervosismo, poiché aumentano le possibilità di imbattersi in iene o leoni, i quali sono attivi principalmente di notte.
Durante le ore centrali della giornata, oppure nei periodi d'inattività fra una battuta di caccia e l'altra, i ghepardi cercano delle zone ombreggiate (ad esempio dei cespugli o dei termitai) dove stendersi o sedersi per riposarsi. Il loro manto mimetico conferisce loro protezione, in quanto li nasconde agli occhi dei predatori: tuttavia, essi restano comunque sempre vigili, alzando di tanto in tanto la testa per osservare i dintorni.
I ghepardi hanno una camminata e un movimento a trotto più veloci rispetto ad altri felini di taglia simile. Gli altri animali della savana in genere non appaiono intimoriti dalla loro presenza, come accade invece alla vista di altri grandi predatori di questo ambiente; anzi, spesso si mostrano piuttosto incuriositi, al punto che delle potenziali prede (come gazzelle e zebre) si avvicinano per poter meglio osservare il ghepardo durante i suoi spostamenti. Ciò può essere dovuto al fatto che i ghepardi, non essendo cacciatori d'agguato che si nascondono nella vegetazione, di solito appaiono ben visibili molto tempo prima di iniziare la caccia vera e propria, per cui le prede possono rimanere calme in loro presenza, pronte però a fuggire non appena il carnivoro inizia la sua corsa. I ghepardi, d'altro canto, si muovono sempre con una certa circospezione, pronti a cambiare direzione e dirigersi altrove qualora notino o sospettino la presenza di altri grandi predatori nelle vicinanze: non potendo infatti competere con un leone, una iena o un leopardo in termini di forza fisica, il ghepardo preferisce perciò allontanarsi alla vista di uno di questi predatori, piuttosto che rischiare di essere ferito o addirittura ucciso in uno scontro.

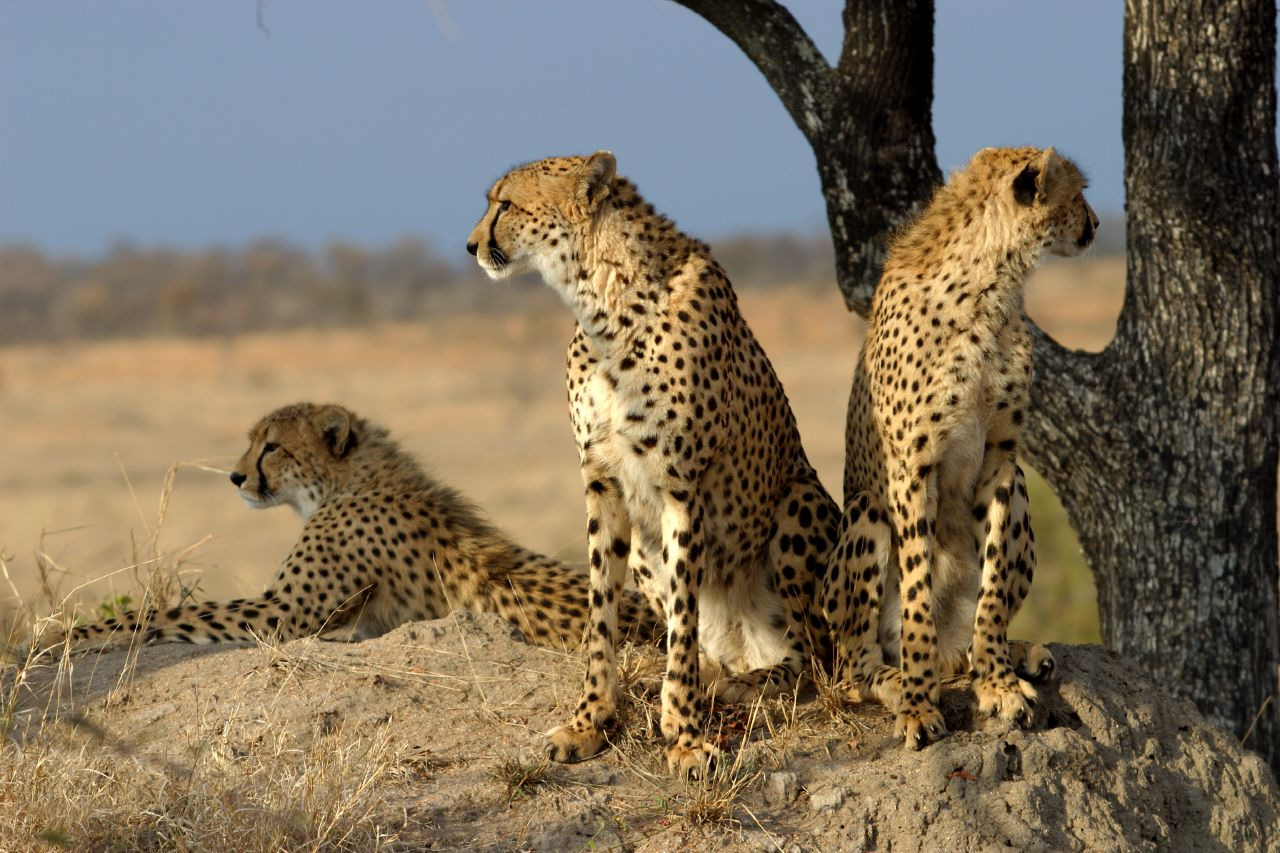
Un gruppo di tre maschi, probabilmente fratelli.

Sebbene il ghepardo non abbia rapporti sociali particolarmente complessi, come del resto la maggior parte dei felini, esso presenta una struttura sociale piuttosto peculiare: mentre le femmine sono perlopiù solitarie, i maschi tendono a muoversi in gruppetti di 2-3 esemplari, generalmente fratelli della stessa cucciolata allontanatisi insieme dalla madre. Può succedere che nei gruppi di maschi vengano accettati anche individui senza legami diretti di parentela, mentre è abbastanza infrequente vedere un maschio solitario: quest'ultimo caso generalmente avviene quando i territori confinanti sono abitati da sole femmine, o da altri maschi solitari. Anche per quanto riguarda le femmine vi sono delle eccezioni: ad esempio, in Namibia il 16% delle femmine vive in coppia, generalmente assieme alla propria madre. Il gruppo di ghepardi più grande mai osservato comprendeva 15 individui.
Nell'ambito di un gruppo sembra vigere una sorta di gerarchia rudimentale: ad esempio, l'atto di strofinarsi le guance a vicenda come forma di saluto viene eseguito la maggior parte delle volte dall'esemplare dominante nei confronti di quello sottomesso.

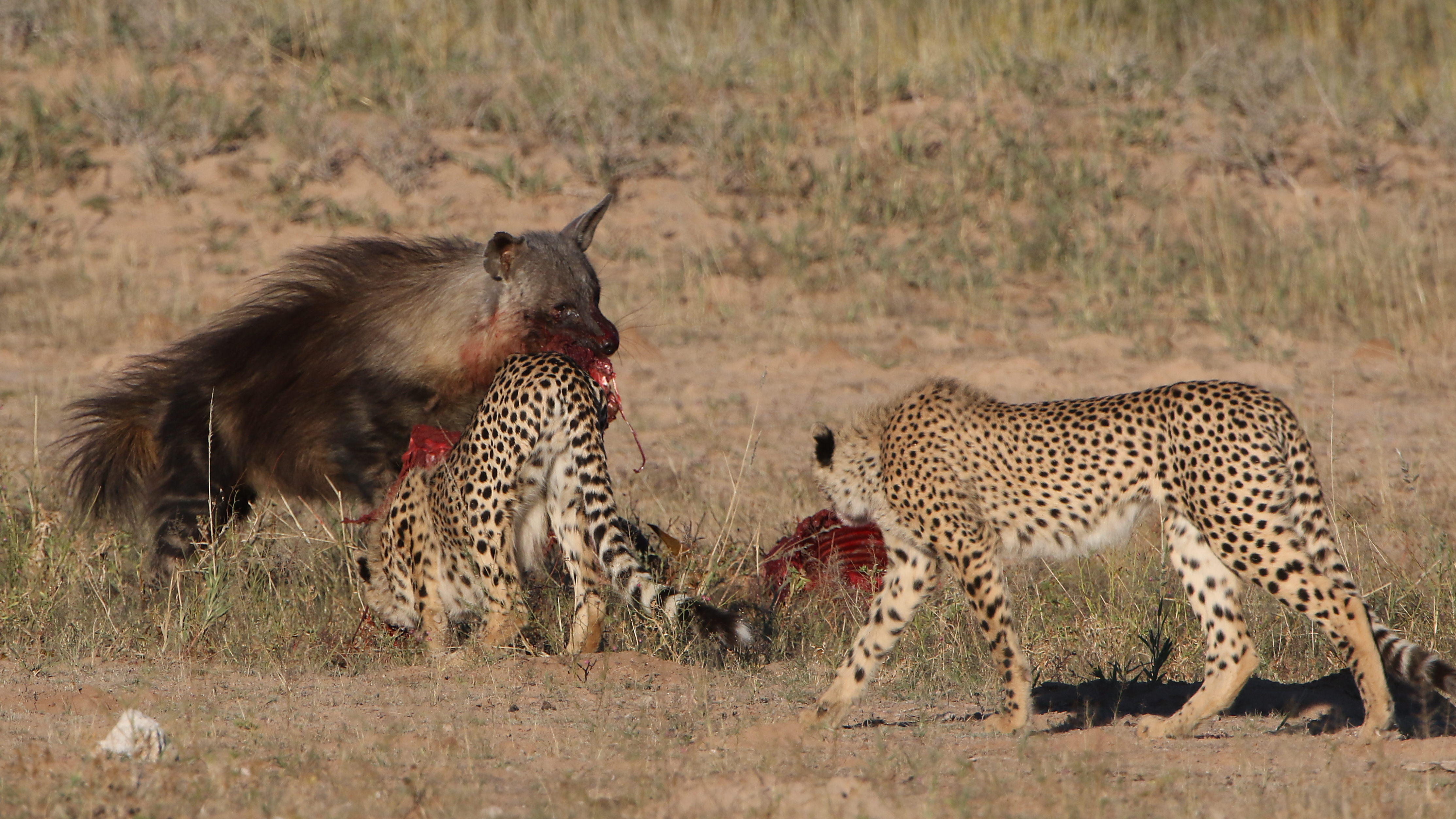
Ghepardi mentre affrontano una iena bruna

I maschi occupano dei veri e propri territori, che difendono accanitamente dai conspecifici del medesimo sesso, dando luogo a combattimenti che terminano molto spesso con il ferimento grave o addirittura la morte dei contendenti. Le femmine, invece, sebbene tendano ad evitarsi a vicenda, quando si incontrano non si aggrediscono quasi mai.
I territori dei maschi si sovrappongono parzialmente a quelli di più femmine e, a seconda della quantità di risorse a disposizione, hanno dimensioni che variano fra i 40 e i 160 km², con relazione di proporzionalità inversa fra le dimensioni e il numero di prede disponibile.
Le femmine occupano spazi non definibili come territori (in quanto non vengono difesi), ma che comunque sono più vasti rispetto a quelli dei maschi (da 34 a 1500 km², in base alla disponibilità di prede, sebbene raramente l'area occupata abbia superficie inferiore a 50 km²): per far sì che il proprio territorio si sovrapponga a quello del maggior numero possibile di femmine, ma al contempo rimanga abbastanza circoscritto da poter essere difeso con successo, i maschi tendono a cercare di stabilirsi in zone dove sono già presenti più femmine i cui areali confinano o si sovrappongono.
Generalmente, ciascun territorio viene occupato fra i 4 mesi e i due anni, dopodiché i maschi lo abbandonano, in quanto nella maggior parte dei casi essi vengono messi in fuga da gruppi di maschi più giovani o da altri individui più forti o esperti. Un ghepardo può inoltre abbandonare temporaneamente il proprio territorio per seguire una mandria di erbivori durante una migrazione, oppure per muoversi alla ricerca di cibo o acqua durante carestie o siccità.

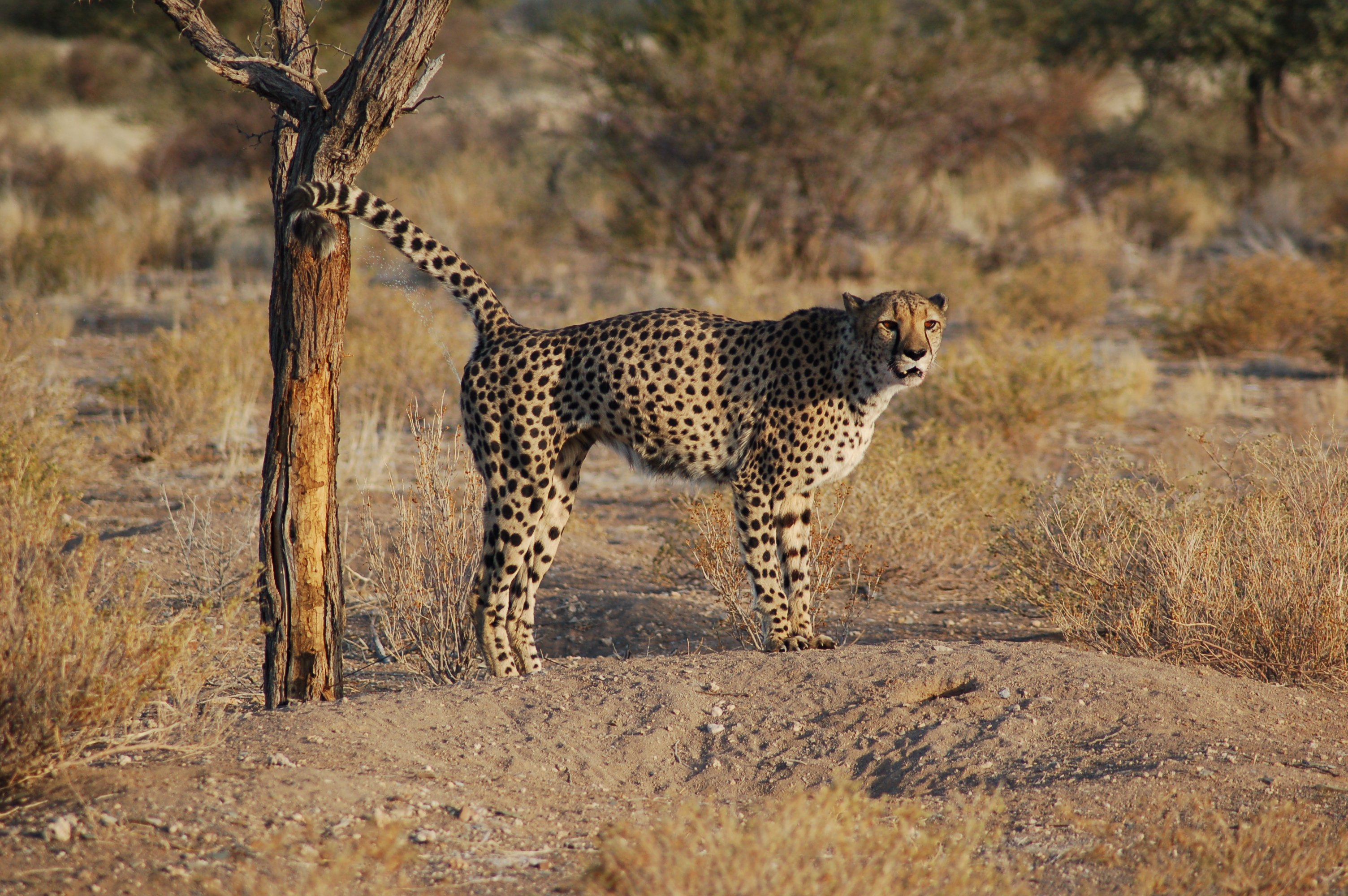
Una femmina di ghepardo marca il territorio in Namibia.

Per delimitare il territorio, tutti i maschi dello stesso gruppo sono soliti urinare o defecare su oggetti verticali (come tronchi d'albero o termitai), spesso gli stessi che utilizzano come punti di avvistamento di prede e predatori. I ghepardi possono salire balzando su tronchi caduti o non perfettamente dritti, mentre hanno difficoltà a scalare gli alberi come fanno gli altri felini, in quanto gli artigli smussati fanno poca presa nella corteccia: essi sono inoltre dei mediocri nuotatori e scendono in acqua solo quando strettamente necessario.
Anche le femmine lasciano messaggi odorosi, specialmente durante il periodo di estro. I ghepardi passano molto tempo ad annusare tali messaggi, il che indica una loro grande importanza nella comunicazione a distanza fra i vari individui.
Questi animali sono inoltre in grado di emettere tutta una serie di vocalizzazioni per comunicare fra loro: ad esempio, essi utilizzano un suono acuto come richiamo per i propri fratelli o cuccioli, possono emettere una serie di schiocchi in rapida sequenza per comunicare interesse, oppure un sibilo (che diviene una sorta di guaito in casi critici) per comunicare rabbia o paura.
Quando due animali si trovano a breve distanza (ad esempio durante il corteggiamento o negli incontri fra rivali) anche le espressioni facciali o la postura del corpo hanno una certa importanza nella comunicazione. Ad esempio, l'animale che vuole minacciare o manifestare dominanza si pone ritto sulle zampe e digrigna i denti abbassando la testa, in modo tale da mettere bene in mostra il dorso nero delle orecchie e le labbra, anch'esse nere: a queste manifestazioni di aggressività l'animale sottomesso reagisce solitamente rannicchiandosi su un fianco o mostrando il ventre, distogliendo lo sguardo e guaendo con le labbra arricciate, nascondendo perciò il più possibile le parti nere del corpo.

### Alimentazione

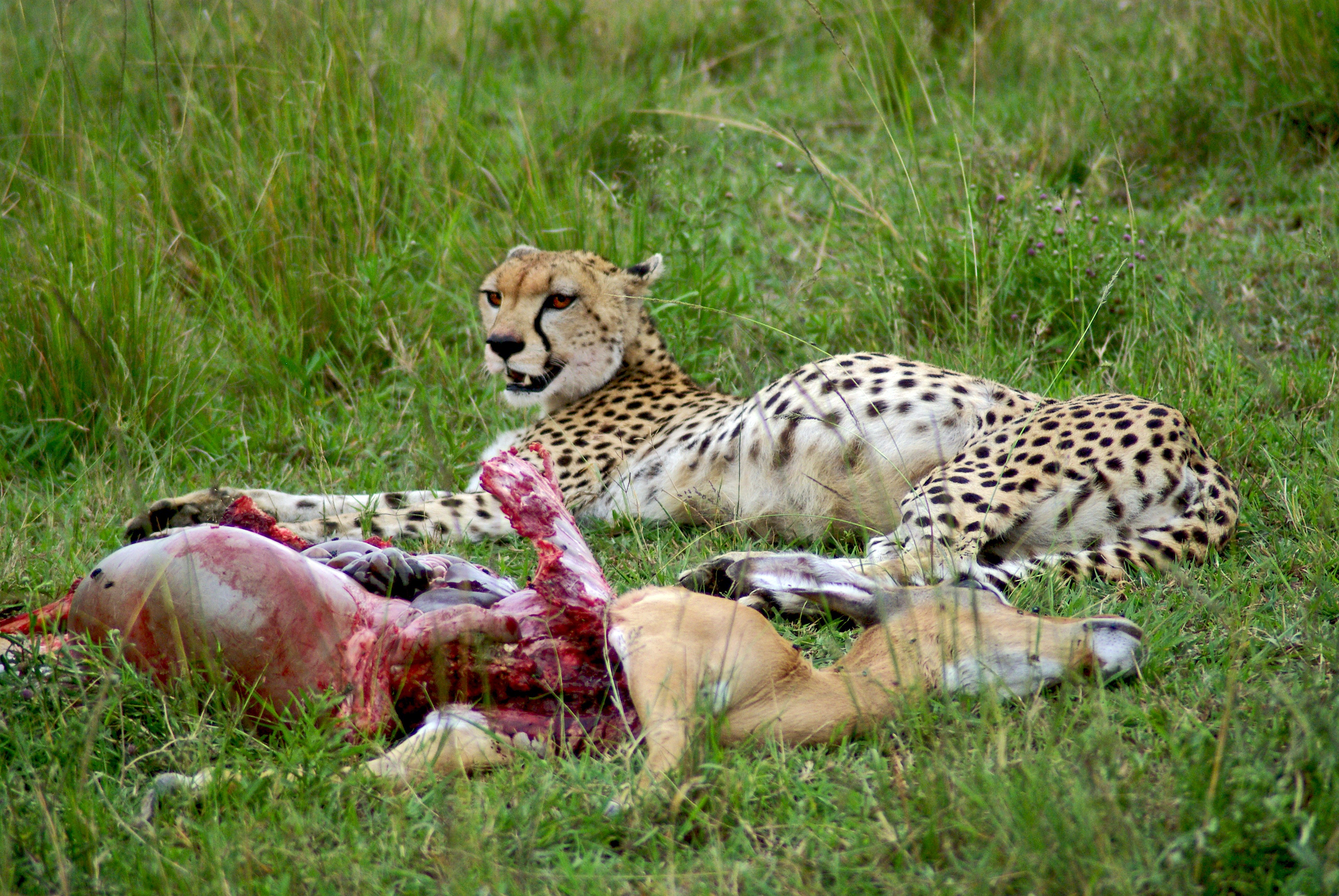
Un ghepardo si riposa dopo l'uccisione di un impala.

Si tratta di animali carnivori, che sono soliti cacciare in solitudine e si nutrono principalmente di prede di dimensioni medio-piccole (al di sotto dei 40 kg di peso), concentrandosi generalmente su una o due specie, differenti a seconda della zona in cui l'animale vive.
Ad esempio, i ghepardi centrafricani predano principalmente gazzelle di Thomson, quelli sudafricani si nutrono di antilopi saltanti e impala, le popolazioni indiane predavano soprattutto l'antilope cervicapra, mentre quelle dell'Asia Centrale si concentravano principalmente sulla saiga e la gazzella persiana, mentre attualmente la preda più frequente è l'urial.
I ghepardi possono predare anche giovani esemplari di zebre, alcelafi e gnu, oppure, sebbene meno frequentemente, facoceri e sciacalli. Le femmine gravide e gli individui giovani e anziani, impossibilitati a catturare prede troppo veloci, ripiegano invece su lepri, otarde, faraone e perfino struzzi.
I ghepardi non si nutrono quasi mai di carogne, ma si procurano con la caccia tutto il cibo di cui necessitano.
A differenza della maggior parte degli altri felidi, i ghepardi sono predatori diurni. La caccia avviene durante le prime ore del mattino o poco prima del tramonto, quando la temperatura non è eccessivamente calda ma l'ambiente è ben illuminato.
Per individuare le prede, il ghepardo si serve della vista piuttosto che dell'olfatto, e spesso preferisce utilizzare punti sopraelevati per avvistare le possibili prede a distanza, piuttosto che attenderle acquattato nell'erba alta. La preferenza del canale visivo rispetto a quello olfattivo si spiega col fatto che, essendo un cacciatore di inseguimento, necessita di avere la migliore visuale possibile del terreno circostante e della preda prescelta, la quale durante la fuga può scartare bruscamente in ogni direzione. La potenziale vittima viene scelta fra gli animali rimasti isolati dal gruppo, ma non è necessariamente un esemplare malato o anziano: generalmente il ghepardo attacca l'animale che comincia a correre per primo, mentre è difficile che venga attaccato un animale fermo (difficile da atterrare, mentre un animale in corsa può essere destabilizzato e fatto cadere anche con un tocco relativamente leggero delle zampe).
L'animale valuta di volta in volta la strategia di avvicinamento più adatta: se la vegetazione circostante gli garantisce una buona copertura, il ghepardo si avvicina il più possibile alla preda rimanendo abbassato e zig-zagando nell'erba alta, dove ben si mimetizza grazie alla colorazione del manto. Viceversa, se l'erba è rada, bassa perché appena brucata o reduce da un incendio, oppure del tutto mancante, l'animale è costretto a trottare percorrendo una spirale attorno alla preda senza curarsi minimamente di nascondersi, cercando di evitare di allertarla e metterla in fuga troppo presto.
Giunto a 10–30 m dalla potenziale vittima (anche se in caso di preda già allertata e pronta a darsi alla fuga tale distanza cresce sino a 70–100 m), il ghepardo si lancia all'inseguimento: durante la corsa le zampe posteriori del ghepardo spingono il corpo, che si estende completamente in avanti a mo' di molla e atterra prima su una zampa anteriore e poi sull'altra, rendendo l'atto della corsa una serie di lunghe e velocissime falcate (fino a quattro al secondo, ciascuna delle quali consente all'animale di coprire 7-8 metri). Le unghie e la pianta delle zampe consentono una presa salda sul terreno anche qualora il ghepardo sia costretto a scartare bruscamente durante la corsa, mentre le scapole flessibili minimizzano la resistenza al movimento in avanti data dall'appoggio delle zampe anteriori al suolo durante ogni falcata. Così facendo, il ghepardo raggiunge i 93 km/h, con un'ottima accelerazione che lo porta alla velocità massima in circa tre secondi.) Una volta agganciato l'obiettivo, l'animale si concentra su di esso, ignorando del tutto altre eventuali prede che gli si vengono a trovare vicino durante l'inseguimento.

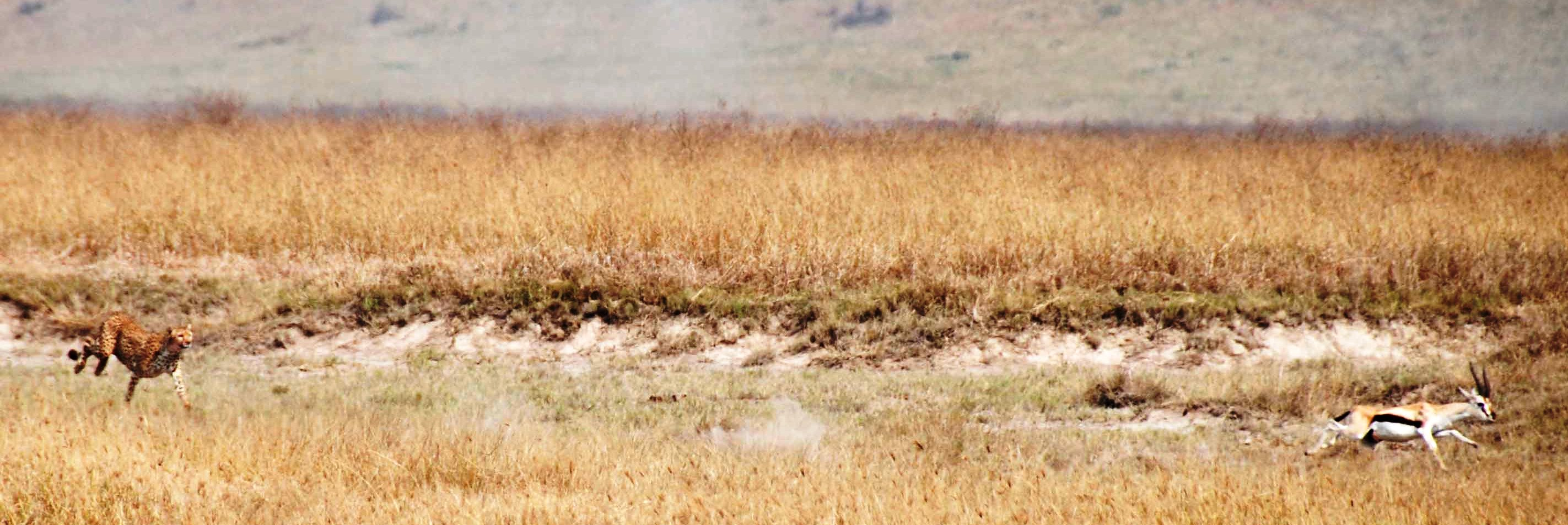
Una scena molto diffusa nell'immaginario collettivo: un ghepardo che insegue una gazzella di Thomson

L'inseguimento dura in tutto meno di un minuto, protraendosi per circa mezzo chilometro: qualora la preda riesca a sfuggirgli per più tempo, difficilmente l'animale continua a braccarla. le partenze del ghepardo gli costano infatti moltissimo dal punto di vista energetico e fisico, in quanto, durante la corsa, la frequenza respiratoria aumenta di 2,5 volte (da 60 a 150 respiri al minuto), la temperatura corporea sale vertiginosamente, mentre mancano riserve adipose di una certa consistenza dalle quali ricavare energia.
Per questo motivo, la percentuale di successi si aggira attorno al 50%, con punte del 70% in alcune aree; si tratta di una media molto alta per un predatore, superata solo da quelle di alcuni predatori di gruppo come i licaoni.

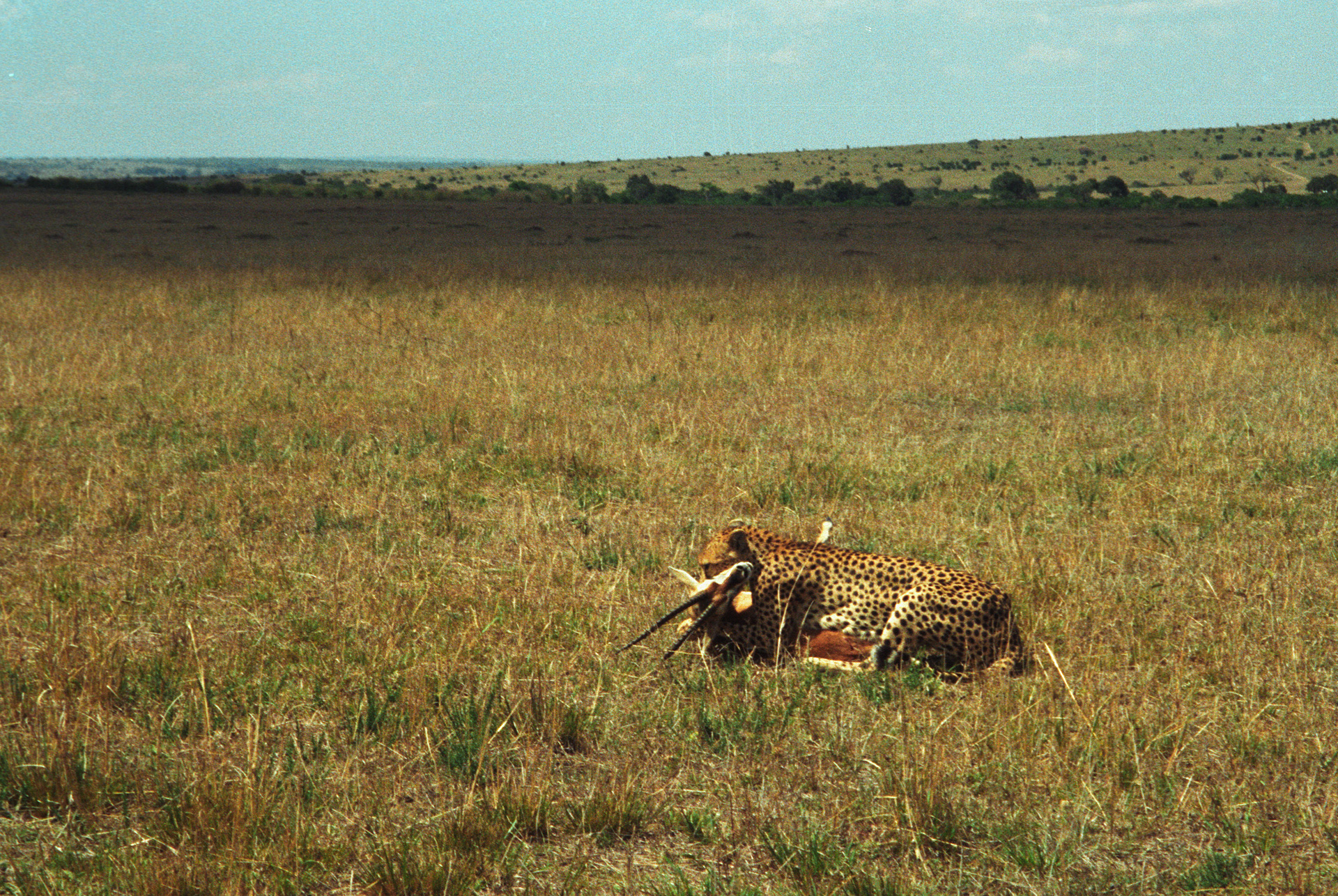
Un ghepardo finisce la sua preda con un morso alla gola

Se il ghepardo riesce a raggiungere la preda, la atterra sbilanciandola con le zampe anteriori e subito dopo la finisce con un morso alla gola. La morte della vittima avviene per soffocamento o per dissanguamento, in quanto il ghepardo non possiede una muscolatura mandibolare sufficientemente forte da spezzare il collo alle sue prede di maggiori dimensioni. I ghepardi evitano di ingaggiare lotte con le proprie prede, come sono invece soliti fare la maggior parte degli altri grandi felini: il fisico del ghepardo, specializzato per la velocità e la leggerezza, ha perso gran parte della robustezza tipica degli altri felidi di taglia simile e non gli consentirebbe di resistere a un corpo a corpo, specialmente nelle condizioni di affaticamento in cui l'animale si viene a trovare dopo l'inseguimento.

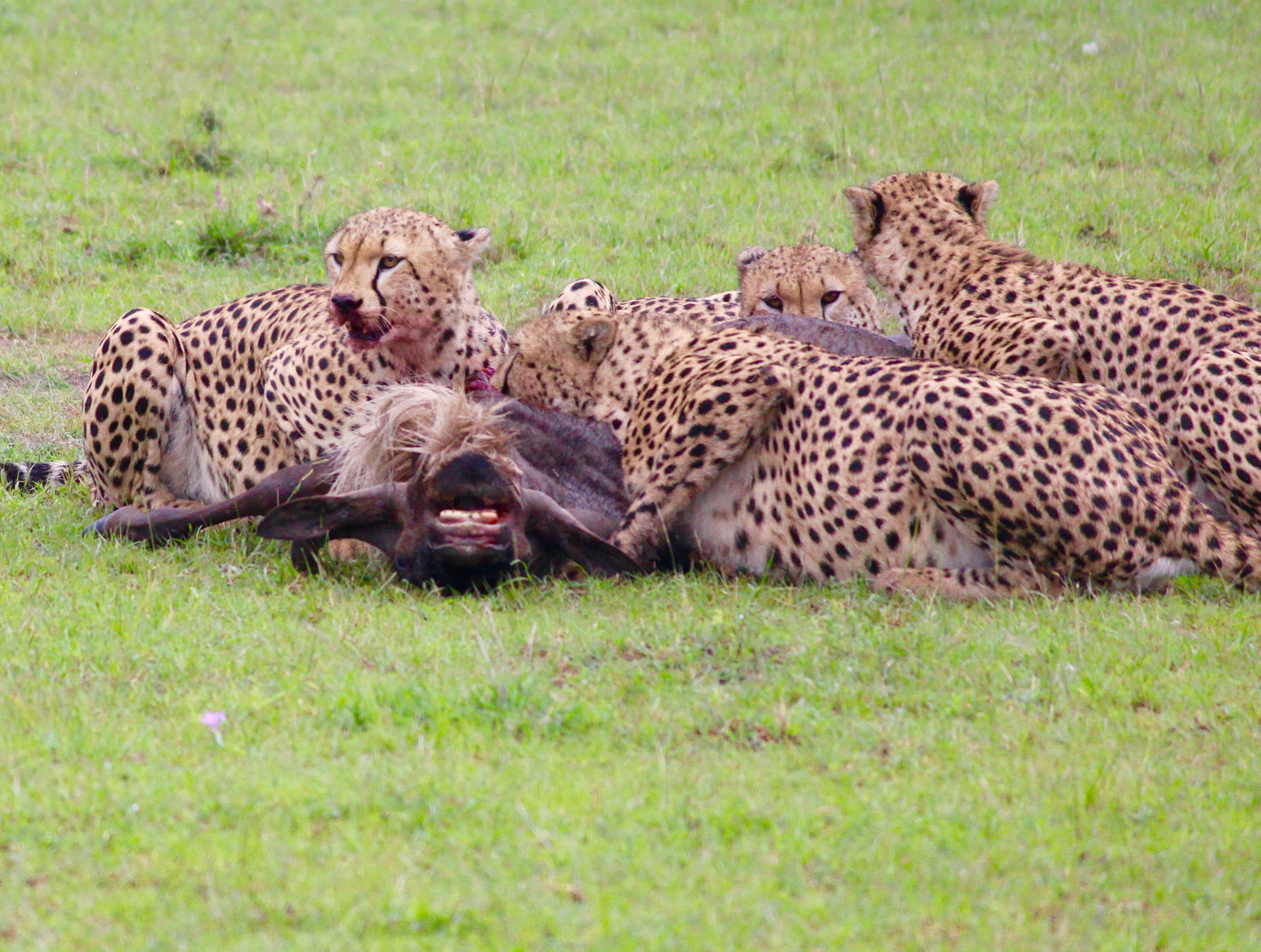
Quattro ghepardi banchettano con il cadavere d'uno gnu appena ucciso.

Dopo l'uccisione, l'animale trascina la preda all'ombra e la divora velocemente, non prima però di aver recuperato il fiato. Se l'inseguimento è stato particolarmente lungo, l'animale necessita di almeno mezz'ora di riposo per riprendersi: durante l'uccisione della preda, inoltre, il ghepardo è impossibilitato a respirare profondamente, poiché la bocca è impegnata nello sferrare il morso letale.
La necessità di consumare il più in fretta possibile la propria preda è data dall'eventualità che qualche altro predatore, fiutato l'odore del sangue, si avvicini intenzionato a nutrirsene: di fronte ad altri predatori, i ghepardi sono soliti battere frettolosamente in ritirata, per evitare di riportare ferite che li rallenterebbero nella corsa, facendo loro rischiare la morte per fame.
Un ghepardo adulto ha necessità di nutrirsi almeno una volta ogni 4-5 giorni, a causa dell'estrema scarsità di riserve di grassi nel corpo: le femmine in allattamento devono invece mangiare ogni giorno.

### Riproduzione
Con l'approssimarsi dell'estro, che segue cicli di 12 giorni, la femmina comincia a girovagare per il territorio, annusando tutti i segnali odorosi lasciati da altri ghepardi e lasciando i propri: durante l'estro essa è solita orinare all'incirca ogni 10 minuti, lasciando dietro di sé una vera e propria scia odorosa.

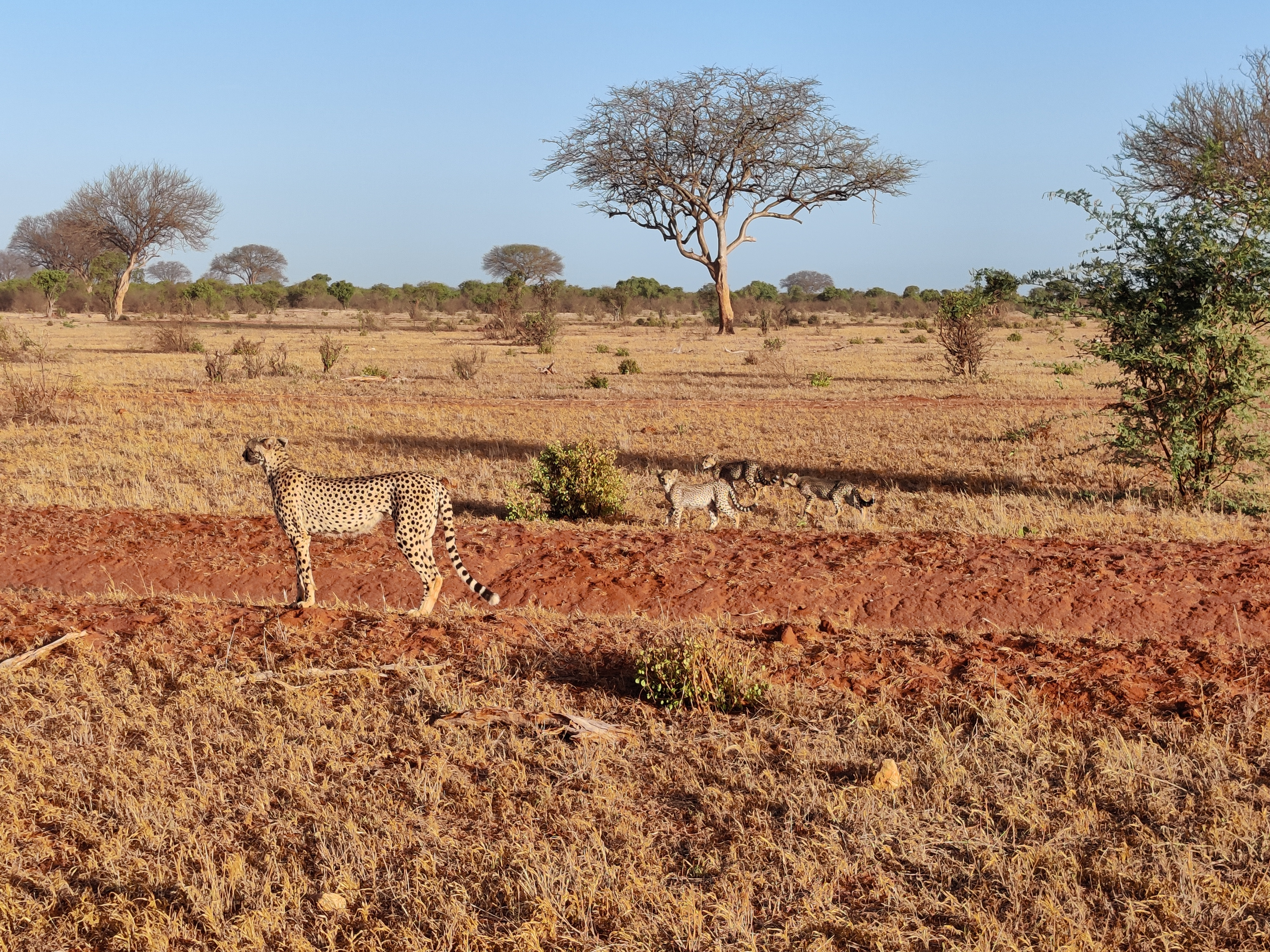
Una femmina di ghepardo con i suoi tre cuccioli nel parco Tsavo-Est, in Kenya

I maschi rispondono prontamente a tali segnali, mettendosi alla ricerca della femmina ricettiva. Quando un maschio trova la femmina, le si avvicina guaendo, e se riceve lo stesso guaito in risposta, ha luogo l'accoppiamento. Spesso però sono numerosi i maschi che si mettono sulle tracce della stessa femmina, pertanto ad accoppiarsi con essa è colui il quale riesce ad avere la meglio nelle zuffe che inevitabilmente hanno luogo. A volte, può accadere che il maschio tenga prigioniera la femmina con la quale intende accoppiarsi per alcuni giorni, impedendole di cacciare e di spostarsi. Il maschio e la femmina copulano ripetutamente per un paio di giorni, dopodiché si separano.
I maschi cercano di accoppiarsi col maggior numero di femmine ricettive possibile: a loro volta, le femmine possono essere montate da numerosi maschi, sia dello stesso gruppo che di vari gruppi confinanti. Ne risulta che in una singola cucciolata i piccoli possono essere concepiti da vari maschi diversi. Nonostante la femmina possa andare in estro tutto l'anno, essa tende a concepire soprattutto con l'approssimarsi dei cambi di stagione, in modo tale da avere poi un'ampia gamma di prede per sfamarsi e allattare i piccoli.
A causa del basso tasso di variabilità genetica, spesso i ghepardi hanno problemi riproduttivi, in quanto i maschi possiedono una bassa conta e motilità spermatica oppure hanno spermatozoi deformi. Inoltre, la mortalità dei cuccioli è estremamente alta (i tre quarti dei piccoli muoiono nella tana, di quelli che sopravvivono i due quinti muoiono prima del compimento del primo anno d'età), sia a causa dei problemi di crescita (tipici dei casi di incrocio fra consanguinei) che della predazione da parte degli innumerevoli carnivori africani. Pare che i ghepardi abbiano cominciato a soffrire di scarsa variabilità genetica dall'ultima glaciazione (oltre due milioni di anni fa), ma il problema recentemente si è acuito a causa della perdita di territorio che sfavorisce ulteriormente gli incroci.

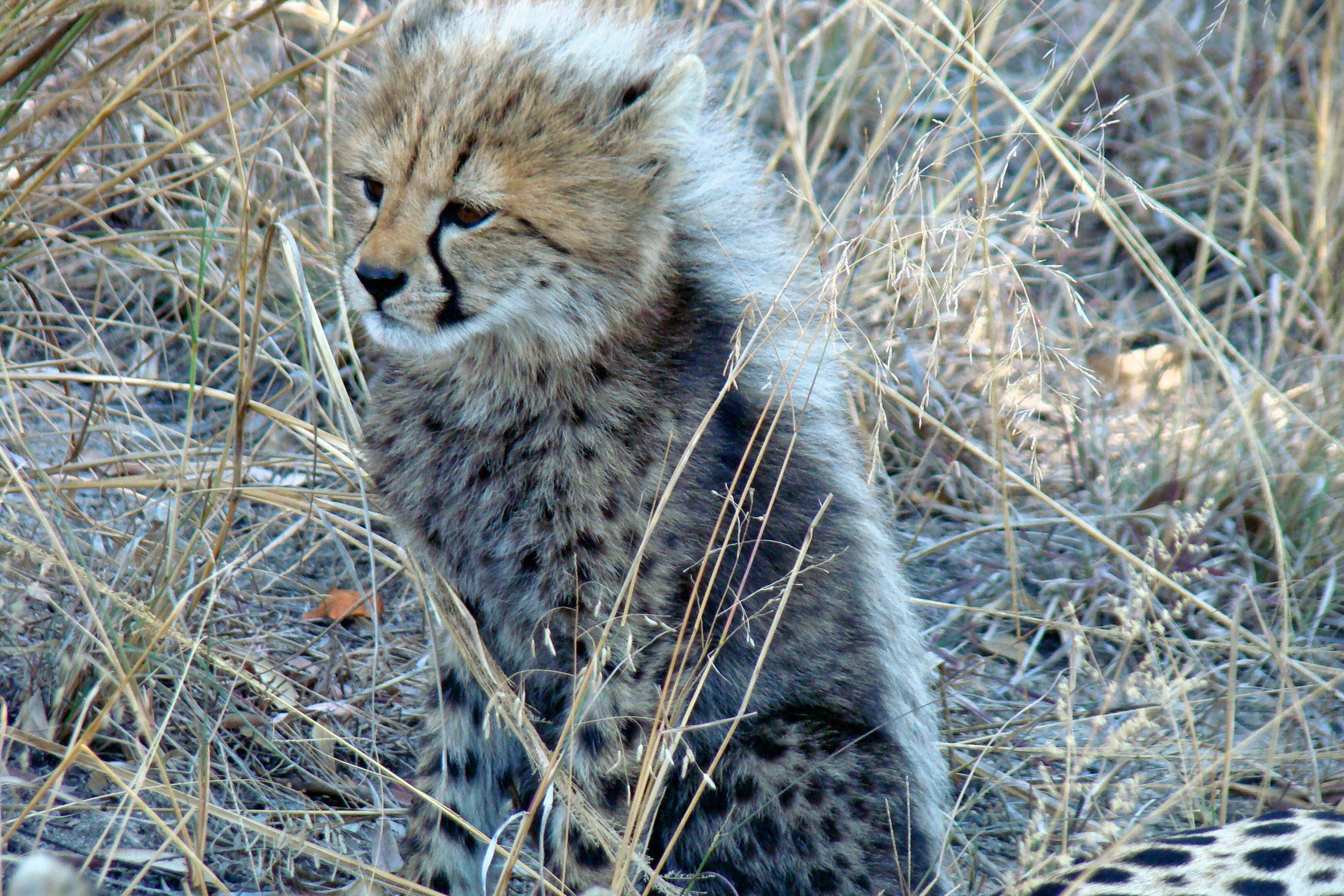
Un cucciolo di ghepardo: notare il dorso grigiastro.

La gestazione dura circa 3 mesi, al termine dei quali la femmina dà alla luce un numero di cuccioli che va da tre a nove. In prossimità del parto, la femmina comincia a cercare un posto adatto per dare alla luce la cucciolata: essa tende ad eleggere a propria tana un luogo ben riparato nella vegetazione fitta o fra le rocce, dove i piccoli possano essere al riparo da occhi indiscreti e dagli agenti atmosferici.
I cuccioli alla nascita sono ciechi e pesano 150-300 g: presentano già la maculatura tipica della specie, tuttavia hanno nuca, collo e parte del dorso ricoperti da una folta peluria grigiastra e priva di macchie che viene persa durante la crescita. Si ritiene che tale peluria abbia lo scopo di rendere i piccoli ghepardi simili all'aggressivo tasso del miele, confondendo così gli eventuali predatori.

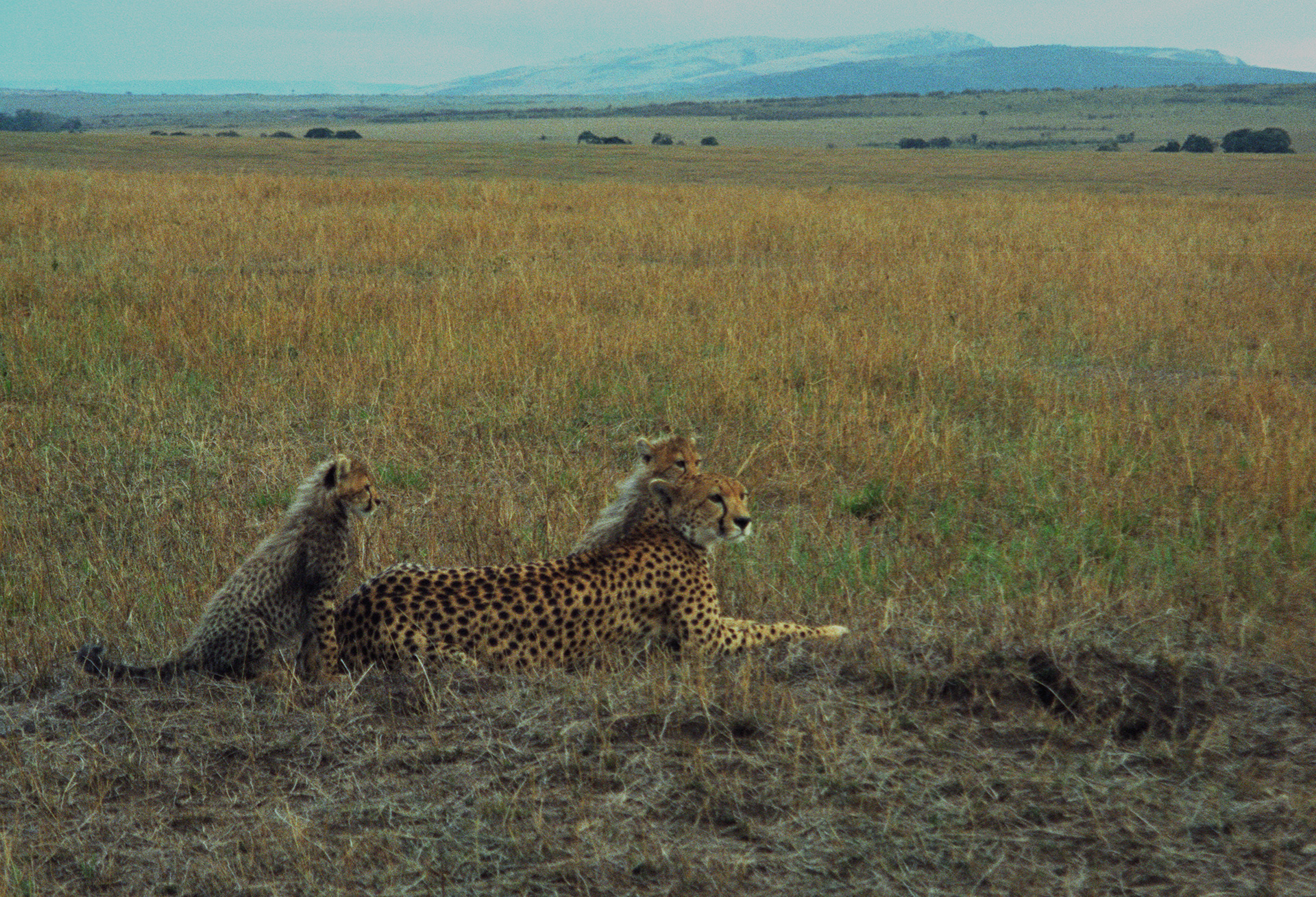
Una femmina di ghepardo con due cuccioli nel Parco nazionale del Serengeti, in Tanzania.

A 2 settimane di vita i piccoli hanno gli occhi aperti e possono muoversi agevolmente: la madre li lascia soli per lungo tempo per andare a caccia, trasportandoli spesso uno alla volta verso altre tane per evitare infezioni da parassiti e odori sgradevoli che potrebbero attrarre i predatori. A un mese e mezzo circa i cuccioli cominciano a seguire la madre durante i suoi spostamenti per osservarla e imparare da lei le tecniche di caccia che consentiranno loro di sopravvivere una volta soli. A tre mesi, i cuccioli perdono del tutto la gualdrappa argentata e mostrano la colorazione adulta.

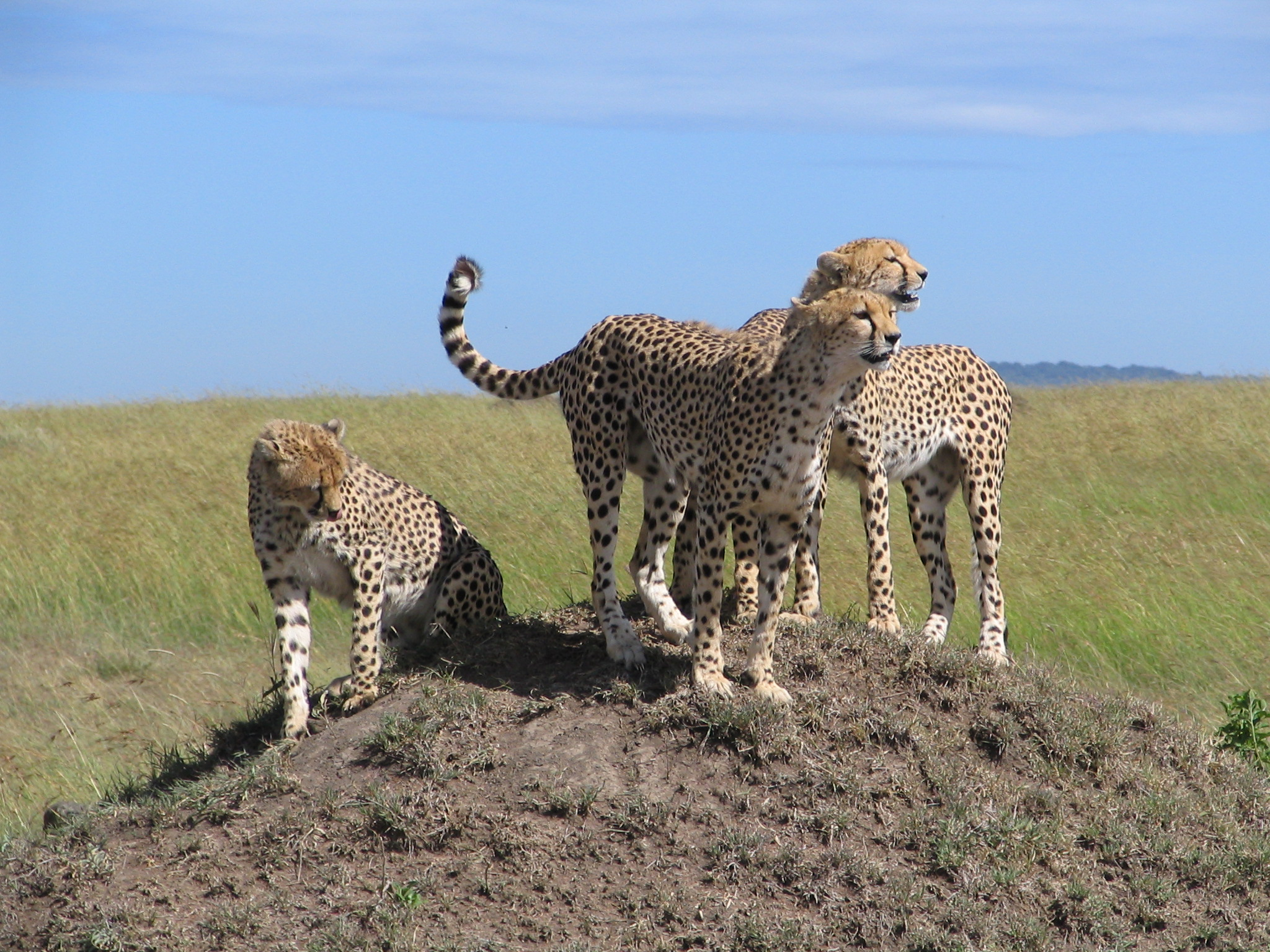
Un gruppo di giovani maschi nella riserva Masai Mara, in Kenya.

A questa età il gioco risulta fondamentale per i piccoli, che correndo fra loro e simulando agguati imparano i rudimenti della caccia. È solo attorno ai sei mesi di vita che i piccoli ghepardi cominciano a dare la caccia a prede vive: la madre porta loro di tanto in tanto cuccioli di gazzelle o altre piccole prede e lascia che essi li aggrediscano, sebbene è raro che un ghepardo riesca a cacciare con successo e uccidere una preda prima dell'anno e mezzo di età.
I piccoli restano con la madre per 13-20 mesi, dopodiché l'intera cucciolata (maschi e femmine) si allontana: i membri della cucciolata restano però insieme per altri sei mesi circa dopo la separazione, dopodiché le femmine, generalmente in corrispondenza del primo estro, si separano dal gruppo. Mentre i maschi tendono ad allontanarsi il più possibile dal territorio della propria madre, per evitare l'inincrocio, le femmine si accasano nei pressi del territorio materno.
La maturità sessuale viene raggiunta attorno ai due anni dalle femmine, mentre i maschi sono più precoci, divenendo in grado di riprodursi attorno all'anno d'età. È tuttavia molto difficile che essi riescano a riprodursi prima del compimento dei tre anni.
La speranza di vita in natura può sfiorare i 15 anni, sebbene raramente i ghepardi selvatici vivano più di 7 anni: in cattività, i ghepardi possono vivere anche più di 20 anni.

## Distribuzione e habitat

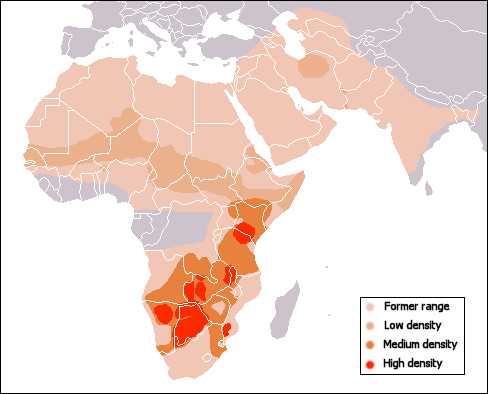
Areale del ghepardo: a colori più tenui corrisponde una minore densità nell'area.

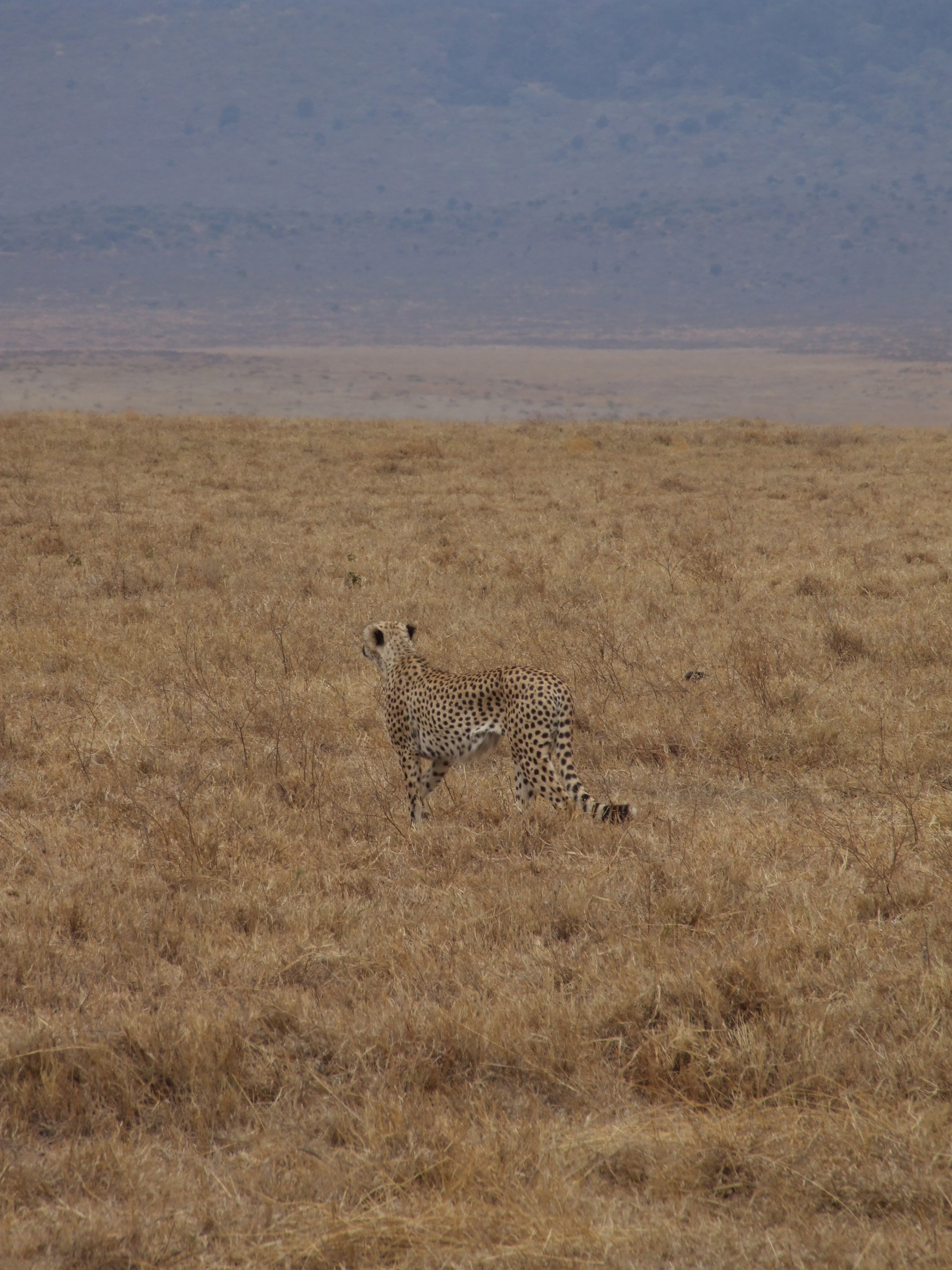
Un ghepardo nel cratere di Ngorongoro.

I primi resti di animali simili all'attuale ghepardo risalgono al Miocene (26-7,5 milioni di anni fa) e sono stati rinvenuti in Africa: da qui, poi, questi animali hanno espanso il proprio areale verso l'Asia.
Agli inizi del XIX secolo il ghepardo era diffuso in gran parte dell'Africa, in Medio Oriente, in Asia centrale e in gran parte del Subcontinente indiano. Attualmente, invece, esso sopravvive con popolazioni isolate nell'Africa subsahariana e in una piccola zona dell'Iran: si pensa che alcuni esemplari vivano ancora in India e Pakistan, ipotesi questa supportata dal ritrovamento di un esemplare senza vita nella provincia del Belucistan.
Il ghepardo è un abitatore degli spazi aperti: predilige le zone aperte e pianeggianti, con clima semidesertico e una buona copertura erbosa, possibilmente con presenza sparsa di punti sopraelevati (come rocce, tronchi o termitai) dai quali tenere d'occhio i dintorni. Lo si trova però in una varietà di habitat, come i deserti, la steppa, la boscaglia rada, fino alle zone sassose e ghiaiose ai piedi delle montagne, mentre è invece del tutto assente dalle zone umide o ricoperte da foresta fitta, in quanto l'eccessiva vegetazione ne intralcerebbe la corsa. Le femmine, tuttavia, necessitano di zone cespugliose o alberate dove potersi appartare durante il parto e l'allevamento della prole. Tali zone, qualora presenti, vengono utilizzate anche dai maschi e dalle femmine non gravide per riposarsi all'ombra, ad esempio dopo una battuta di caccia.
Similmente a quanto osservabile nel leopardo, nel quale gli esemplari melanici (le cosiddette pantere nere) sono più frequenti nelle zone di foresta pluviale, gli esemplari di ghepardo reale appaiono con maggiore frequenza nelle zone ricoperte da foresta di miombo, dove la particolare maculatura del manto aiuta questi animali a mimetizzarsi fra la fitta vegetazione.

## Tassonomia
In virtù delle numerose caratteristiche che lo contraddistinguono dai suoi parenti più stretti, il ghepardo è stato tradizionalmente considerato l'esponente di una terza linea evolutiva di felidi (essendo le altre due quelle che hanno portato rispettivamente ai piccoli e grandi felini), separatasi dalle altre attorno ai 18 milioni di anni fa e sviluppando per convergenza evolutiva caratteristiche simili a quelle riscontrabili nei canidi.
In realtà, pare che l'ultimo antenato comune a tutti i felidi sia vissuto non prima di 11 milioni di anni fa: pertanto l'ipotetico distacco del ghepardo dalle altre linee evolutive non sarebbe potuto avvenire prima di quel periodo. Recenti ricerche a livello genetico hanno infine messo in evidenza una parentela abbastanza stretta fra i ghepardi e i piccoli felini nordamericani, in particolare con puma e jaguarundi: sembra che gli antenati dei ghepardi attuali cominciarono a divergere da questi ultimi all'incirca 5 milioni di anni fa, o almeno a tale periodo risalgono i primi reperti fossili di ghepardi, già molto simili al loro rappresentante attuale.
La presunta stretta parentela che legherebbe i ghepardi attuali ai cosiddetti "ghepardi americani" preistorici del genere Miracinonyx, i quali sono a loro volta imparentati col puma, si basa invece su similitudini di carattere morfologico, piuttosto che su un effettivo legame filogenetico.
Gli studiosi tuttavia sono ancora restii a classificare il ghepardo come il secondo "piccolo felino" più grande dopo il puma: molti di essi preferiscono mantenere la collocazione tradizionale di questo animale tra i grandi felini. Questa indecisione è dovuta al fatto che il ghepardo presenta caratteri comportamentali comuni alle due categorie: se da un lato esso è infatti in grado di "fare le fusa" sia durante l'inspirazione che durante l'espirazione e non invece di ruggire (i grandi felini riescono a fare le fusa solo durante l'espirazione e sono in grado di ruggire, mentre i piccoli felini non sono in grado di ruggire e fanno le fusa solo durante l'inspirazione), dall'altro il ghepardo è solito nutrirsi restando sdraiato su un lato, come i grandi felini (i piccoli felini sono invece soliti nutrirsi restando accovacciati).
I suddetti caratteri distintivi non sono tuttavia molto ben definiti all'interno dei due gruppi: il leopardo delle nevi, tradizionalmente considerato un grande felino, mangia accovacciato, come fanno invece i piccoli felini; l'abitudine di assumere il cibo in posizione sdraiata potrebbe infine essersi evoluta indipendentemente nel ghepardo e nei grandi felini, per un fenomeno di convergenza evolutiva forse dovuto dall'aumento di dimensioni del corpo dell'animale. Il ruggito in senso stretto è invece presente solo in quattro dei sette grandi felini tradizionali, precisamente quelli ascritti al genere Panthera (leone, tigre, giaguaro e leopardo).

## Sottospecie

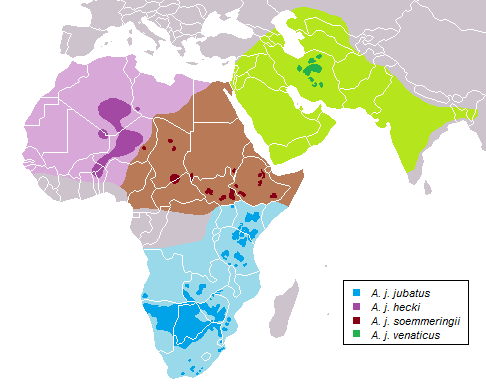
Distribuzione delle sottospecie.

Il ghepardo presenta otto sottospecie riconosciute tradizionalmente, di cui sei africane e due asiatiche:
| Sottospecie                                                 | Autorità         | Descrizione | Distribuzione | Sinonimi | Note tassonomiche |
| ----------------------------------------------------------- | ---------------- | --- | --- | --- | --- |
| Ghepardo sudafricano Acinonyx jubatus jubatus               | Schrebner, 1775  | La sottospecie più grande, di corporatura lieve e di colore generalmente pallido, da un bianco-giallastro fino ad un marrone molto Chiaro. | Praterie, savane e foreste di arbusti dell'Angola, Botswana, Lesotho, Malawi, Mozambico, Namibia, eSwatini, Kenya, Tanzania, Zambia, Zimbabwe, Uganda, Somalia e Sudafrica | A. j. guttata (Hermann, 1804), A. j. fearsoni (Smith, 1834), A. j. fearonis (Fitzinger, 1869), A. j. lanea (Sclater, 1877), A. j. obergi (Hilzheimer, 1913), A. j. ngorongorensis (Hilzheimer, 1913), A. j. raineyi (Heller, 1913), A. j. velox (Heller, 1913), A. j. rex (Pocock, 1927) | Si discostò geneticamente dal ghepardo asiatico 67.000–32.000 anni fa. |
| Ghepardo dell'africa centrale Acinonyx jubatus soemmeringii | Fitzinger, 1855  | Sottospecie di taglia grande, simile a quella del Ghepardo sudafricano e di colore scuro, tendente all'ocra. Non ha macchie sulle zampe, ha dei contorni bianchi attorno agli occhi, ha una coda considerevolmente spessa e il cranio più grande di ogni ghepardo.             | Praterie semi-aride dell'Etiopia, Sudan del Sud e Sudan | A. j. megabalica (Heuglin), 1863, A. j. wagneri Hilzheimer, 1913 | Si discostò geneticamente dal ghepardo dell'Africa sudorientale circa 72.000-16.000 anni fa.                                                                                         |
| Ghepardo nordafricano Acinonyx jubatus hecki                | Hilzheimer, 1913 | Sottospecie leggermente piccola, dal pelo corto e generalmente chiaro, quasi bianco, con il volto quasi privo di macchie o dai caratteristici marchi sotto gli occhi. | Deserto del Sahara e regione dello Sahel, nel Niger, Benin, Burkina Faso, Mali, Algeria e possibilmente nel Camerun                                                        | A. j. senegalensis (Blainville, 1843) | Acinonyx hecki era il nome scientifico proposto da Max Hilzheimer nel 1913, basato su un ghepardo in cattività nel Giardino Zoologico di Berlino , anch'esso originario del Senegal. |
| Ghepardo asiatico Acinonyx jubatus venaticus                | Griffith, 1821   | La sottospecie più piccola, di colore chiaro, con una pelliccia color fulvo chiaro che è più chiara sui lati, sulla parte anteriore del muso, sotto gli occhi e l'interno delle gambe.Il mantello e la criniera sono più corti rispetto alle sottospecie di ghepardo africano. | È estinto nella maggior parte del suo areale storico, e ad oggi si trova solo nelle aree semi desertiche dell'Iran centrale e orientale.                                   | A. j. venator Brookes, 1828, A. j. raddei (Hilzheimer, 1913) | Frammenti di DNA mitocondriale di esemplari del museo di un ghepardo indiano e del sud-est africano hanno mostrato che differirono geneticamente circa 72.000 anni fa.               |

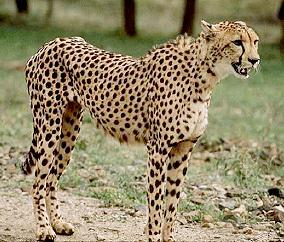
Un esemplare di ghepardo asiatico (A. jubatus venaticus).

Alcune precedenti sottospecie adesso sono considerati sinonimi, tra cui:
- Acinonyx jubatus ngorongorensis - come intuibile dal nome, alla sottospecie viene ascritta la popolazione residente nel cratere di Ngorongoro, ma anche nel resto dell'Africa orientale, in quanto nel cratere non risiedono stabilmente ghepardi a causa dell'elevata competizione con gli altri grandi predatori;
- Acinonyx jubatus raddei - il ghepardo del Turkestan, diffuso un tempo in Asia Centrale;
- Acinonyx jubatus raineyii - sottospecie diffusa in Kenya e nel Corno d'Africa;
- Acinonyx jubatus velox - diffuso nelle savane di Kenya e Tanzania;

I precedenti Acinonyx jubatus rex (da alcuni classificata addirittura come specie a sé stante, Acinonyx rex e ritenuta un criptide fino al 1975) e Acinonyx jubatus guttatus, sono state riconsiderate come la manifestazione di geni recessivi piuttosto che come popolazioni ben distinte. In generale, però, la validità di tutte le sottospecie riconosciute è stata più volte messa in dubbio a causa delle differenze abbastanza superficiali (principalmente nella colorazione del manto) che intercorrono fra esse.
Attualmente, molti studiosi sarebbero propensi a considerare il ghepardo come una specie unitaria, al massimo rappresentata da due sottospecie (una africana e l'altra asiatica). Questo perché la variabilità genetica di questi animali è sorprendentemente bassa, al punto che si potrebbe molto verosimilmente effettuare un trapianto di organi fra due esemplari non imparentati fra loro, senza ottenere rigetto: ciò avviene solitamente solo nel caso in cui il donatore e il ricevente siano gemelli omozigoti.
Si pensa che tale bassa variabilità genetica possa essere dovuta a uno o più casi di "collo di bottiglia" avvenuti durante la storia evolutiva della specie, ossia periodi in cui i ghepardi rischiarono l'estinzione e vi furono ripetuti quanto necessari casi di inincrocio che impoverirono il corredo genetico di questi animali. Un'altra spiegazione per questa variabilità alquanto bassa sarebbe l'elevatissimo grado di specializzazione raggiunto da questi animali, che renderebbe gli individui anche solo leggermente diversi dalla norma inadatti alla sopravvivenza e quindi alla riproduzione.

## Rapporti con l'uomo

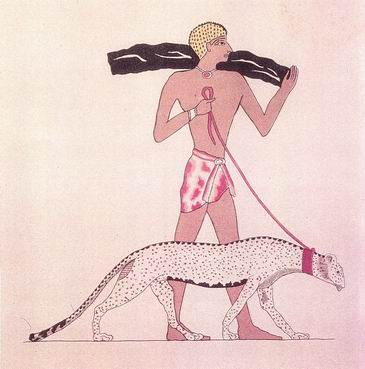
Un geroglifico risalente al 700 a.C. mostra uno schiavo egizio che porta un ghepardo addomesticato in dono al re di Tebe.

La convivenza fra l'uomo e il ghepardo è sempre stata piuttosto pacifica, in quanto questo animale si mostra assai meno aggressivo di altri felini di pari dimensioni e molto difficilmente potrebbe rappresentare un serio pericolo per un uomo: sporadicamente, i ghepardi vengono accusati dagli allevatori di predare il bestiame, ma si tratta di casi isolati e difficilmente confermabili. Presso alcune tribù africane, il ghepardo è un animale molto rispettato a causa della sua grande velocità, che gli consente di sfuggire alla cattura: pertanto possedere una pelle di questo animale è segno di grande prestigio e abilità nella caccia.
La pelliccia di questo animale, ruvida al tatto e simile a quella dei canidi, ha goduto di un particolare successo nel mondo della moda, in particolare negli anni sessanta e settanta, quando i soli Stati Uniti importavano una media di 3000 pelli l'anno. Nonostante la messa in atto di regolamenti sempre più severi sulla caccia a questo animale, vi è stato un reale calo delle uccisioni di ghepardo solo in seguito alla diminuzione della richiesta di pellicce da parte del mercato occidentale.

### Il ghepardo in cattività
Essendo molto più docile degli altri felidi, in passato il ghepardo è stato inoltre spesso tenuto in cattività per sfruttarne la grande velocità a fini venatori, oppure semplicemente come simbolo di eleganza e di potere.
Già nel terzo millennio prima di Cristo, i nobili e i regnanti dell'antico Egitto e della Mesopotamia erano soliti portare con sé uno o più ghepardi durante le battute di caccia ai cervi o alle antilopi, tenendoli in apposite portantine con una benda sugli occhi: una volta fatta stanare la preda da appositi cani (generalmente levrieri), il ghepardo veniva liberato della benda e lasciato libero di inseguirla e finirla.
Questa tradizione venne ripresa dai persiani e tramite essi giunse in India, dove i principi la adottarono tal quale fino al XX secolo: l'imperatore Moghul Akbar, ad esempio, si vantava nel 1600 di possedere ben mille ghepardi, che venivano utilizzati durante la caccia all'antilope cervicapra. Altri regnanti che tennero con sé ghepardi come animali domestici furono, ad esempio, Gengis Khan e Carlo Magno: tuttavia, il ghepardo è un animale che poco si presta a vivere in climi freddi, pertanto era piuttosto raro osservarne degli esemplari nelle corti dei nobili europei. Ancora nel 1930, il negus Hailé Selassié si faceva fotografare con un ghepardo al guinzaglio.

## Conservazione

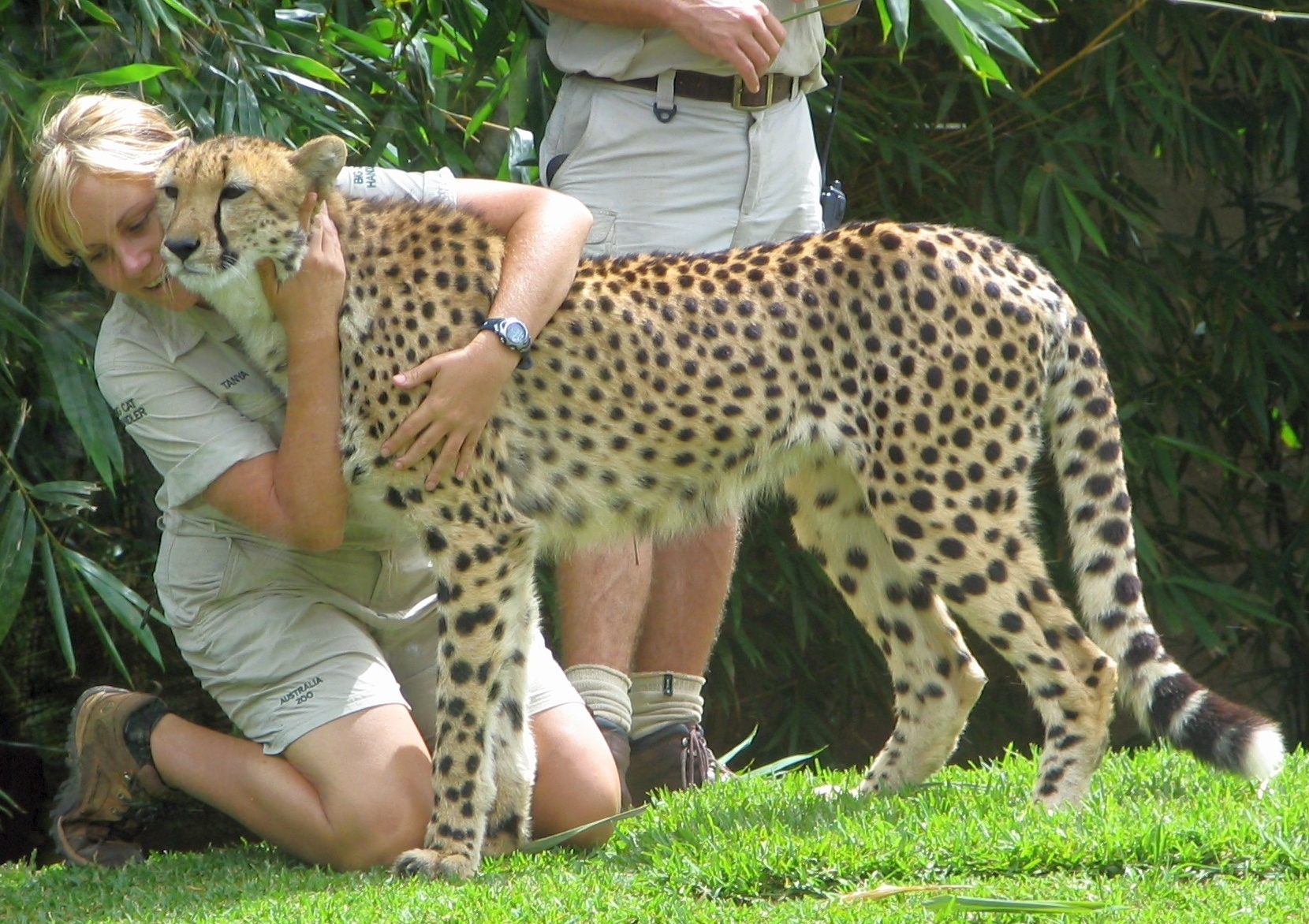
Un ghepardo in uno zoo in Australia: i ghepardi ben si adattano alla cattività, e numerosi zoo stanno cercando di ottenerne la riproduzione per reintrodurli in natura.

I ghepardi vengono classificati come vulnerabili dall'IUCN: in particolare, la sottospecie asiatica (A. jubatus venaticus) e quella nordafricana (A. jubatus hecki) vengono considerate in pericolo critico. Il ghepardo figura inoltre sull'Appendice I della CITES.
Si stima che vivano in natura fra i 10.000 e i 12.500 esemplari di ghepardo, molti dei quali (circa 2.500) si trova in Namibia. Oltre a questi, fra i 50 e i 60 ghepardi si trovano in Iran, andando così a costituire gli ultimi rappresentanti della sottospecie asiatica.
Il pericolo per la sopravvivenza di questa specie viene dal bracconaggio e dalla distruzione dell'habitat: paradossalmente, l'istituzione di zone protette dove ospitare questi animali e le loro prede risulta controproducente, in quanto in queste aree vi è un'elevata densità anche di altri predatori competitori per il cibo, come iene e leoni. Di fronte a questi animali, il ghepardo è costretto a causa della sua minore forza fisica a farsi da parte per non essere ferito o ucciso, dovendo spesso lasciare il cibo e rischiando di essere predato o di morire d'inedia.
Soprattutto i giovani maschi, inoltre, tendono a sconfinare dalle aree protette alla ricerca di nuovi territori dove stabilirsi, cadendo preda dei bracconieri e degli allevatori, che accusano i ghepardi di essere un pericolo per il bestiame.
Il ghepardo è inoltre una vittima della sua estrema specializzazione: la sua naturale rarità, le sue necessità alimentari e ambientali, l'incapacità di fronteggiare i predatori, la vulnerabilità alle ferite lo rendono estremamente suscettibile ai cambiamenti provenienti dall'attività umana.
Numerosi zoo in tutto il mondo stanno tentando, a volte con successo, la riproduzione in cattività del ghepardo, seguendo precisi programmi internazionali mirati ad aumentarne il più possibile la variabilità genetica e a tentare eventualmente in futuro il ripopolamento di ambienti dove un tempo questi animali vivevano. Ad esempio, vi sono progetti di reintroduzione in natura di questi animali in India.
Alcuni studiosi, tuttavia, ritengono che l'alto tasso di inincrocio di questi animali e il loro numero attuale non siano sufficienti per assicurare un futuro alla specie sul lungo termine. Basterebbe infatti un'epidemia causata da un nuovo agente patogeno per eliminare completamente l'intera popolazione mondiale di ghepardi e causare perciò l'estinzione della specie.

## Status in cattività
Negli zoo europei il ghepardo è tutelato da un programma di conservazione della specie.
Consistente è il breeding programm dedicato al ghepardo del Sudafrica (Acinonyx jubatus jubatus) che costituisce quasi tutta la popolazione di ghepardi presenti in Europa, il coordinatore è attualmente lo zoo di Hilvarenbeek (EAZA-2017).
Un secondo programma decisamente più ridotto è per il ghepardo del Sudan (Acinonyx jubatus soemmeringi), coordinato invece attualmente dal Fota Wildlife Park (EAZA-2017).